# Hamidiye (schip, 1903)
De Hamidiye is een Turkse kruiser, die in de Eerste Balkanoorlog een aantal Griekse oorlogsschepen tot zinken bracht. De bemanning kreeg 394 zilveren Medailles van de Kruiser Hamidiye als beloning.
De kruiser stond tijdens de gevechten onder commando van kapitein-ter-zee Rauf Bey.
De Hamidiye (de naam betekent "cavalerie" maar is ook plaatsnaam) was in Engeland gebouwd bij Armstrong en werd in 1903 als "Abdul Hamid" in dienst gesteld. Het schip had een waterverplaatsing van 8390 ton en mat 122 meter. Er waren 302 bemanningsleden aan boord.
Het schip was met alleen een dekpantser van zes centimeter zwak gepantserd maar voor zijn tijd vrij snel. Het kon 22 knopen lopen. Bij tien knopen kon het met de 750 ton kolen in de bunkers 5000 zeemijl afleggen.
De bewapening bestond uit twee kanonnen van 5,9 inch en kleiner geschut. In 1932 was het inmiddels verouderde schip een opleidingsschip voor cadetten.